# Казанська консерваторія
Казанська державна консерваторія (академія) ім. Н. Г. Жиганова (рос. Казанская государственная консерватория (академия) им. Н. Г. Жиганова) — вищий музичний навчальний заклад Республіки Татарстан. Відкрита 1945.

## Історія
Казанська державна консерваторія створена як центр підготовки музикантів вищої кваліфікації (педагогів, виконавців, композиторів, музикознавців) для країн Середнього Поволжя і Приуралля: Татарстана, Башкортостана, Чувашії, Удмуртії, Мордовії, Марій Ел. Першим ректором був видатний діяч татарської культури, композитор Назіб Жиганов (1911—1988). Казанська композиторська школа склалася під керівництвом професорів Г. Літинського, А. Лемана, Н. Жиганова.
1990 консерваторія отримала право видавничої діяльності та приступила до випуску наукових, навчально-методичних та нотних видань; 1997 у ВНЗ відкрито оперна студія.
На базі консерваторії регулярно проводяться конкурси музикантів-виконавців.
Освітні програми реалізуються на 8 факультетах і 20 кафедрах.
У Казанській консерваторії аспірантура (3 роки навчання) і асистентура — стажування для виконавських спеціальностей (2 роки навчання).

## Відомі випускники
- Йовлань Оло (1951—2002) — ерзянський музикознавець.
- Ерік Сапаєв (1932—1963) — марійський композитор.
- Міфтахова Рахіля Хайдарівна (1940–2000) - оперна співачка, педагог, заслужена артистка РРФСР (1981), народна артистка Республіки Татарстан (1993).
- Теркулова Наджія Абдурахманівна  (1929 — 2016) — радянська і російська оперна співачка, народна артистка Республіки Татарстан (1982), солістка Татарській державної філармонії імені Габдулли Тукая.
- Фішерман Борис Михайлович — український кларнетист юдейського походження.
- Айрат Ішмуратов — Композитор, диригент, кларнетист.

## Репутація
У 2022 ректор Казанської консерваторії В.Дулат-Алєєв став одним із підписантів листа на підтримку війни проти України, чим викликав осуд світового співтовариства.  